# Rockbjörnen
O Urso do Rock (em sueco Rockbjörnen) é um prémio de música da Suécia, concedido anualmente pelo jornal Aftonbladet, em que os seus leitores elegem os melhores artistas, álbuns e exibições de rock e pop do ano, tanto suecas como não-suecas.

Foi concedido pela primeira vez em 1979, e é atribuido em várias categorias.